# Happy slapping
L'happy slapping (in italiano letteralmente "schiaffeggio allegro") è un fenomeno giovanile iniziato nel 2004 circa in Inghilterra. Un gruppo di ragazzi scopre di divertirsi tirando ceffoni a sconosciuti, riprendendo il tutto con i videofonini. I video vengono poi distribuiti su internet. Dai ceffoni si è passati anche ad atti di aggressione e teppismo.
L'happy slapping si è poi diffuso anche in altri paesi. Su internet si trovano numerosi video contenenti immagini di violenza ed è spesso associato al bullismo.